# Viburnum (Missouri)
Viburnum – miasto w Stanach Zjednoczonych, w stanie Missouri, w hrabstwie Iron.